# Bernardino López de Carvajal

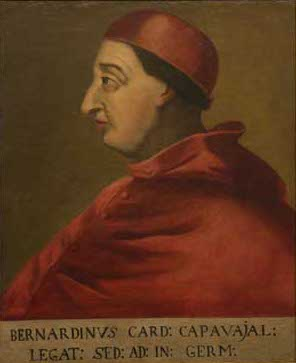
Bernardino López de Carvajal

Bernardino López de Carvajal (Plasencia, 8 september 1456 – Rome, 16 december 1523) was een Spaans kardinaal, die door zijn verzet tegen paus Julius II zichzelf voor korte tijd liet benoemen tot (tegen)paus Martinus VI.

## Biografie
Bernardino was de zoon van Francisco López de Carvajal y Trejo, heer van Torrejón, en Aldonza Sande. Na verschillende studies in literatuur, wetenschappen en theologie in Salamanca, Plasencia en in Italië, werd hij benoemd tot aartsdiaken van Tóro in het Spaanse bisdom Zamora. In 1482 verhuisde hij naar Rome, waar hij in dienst trad bij paus Sixtus IV als kamerheer en door diens opvolger Innocentius VIII benoemd werd tot apostolisch protonotaris.
Op 27 augustus 1488 werd Bernardino gekozen tot bisschop van Astorga, gevolgd door de benoemingen van Badajoz en Cartagena. Als ambassadeur voor de paus namens koning Ferdinand II van Aragon en Isabella I van Castilië behartigde hij de belangen van de Spaanse vorsten met betrekking tot de ontdekking van gebieden in de Nieuwe Wereld. Mede door deze inspanningen werd Bernardino door de koning voorgedragen voor het kardinaalschap, een verzoek dat door paus Alexander VI gehonoreerd werd. Tijdens het consistorie van 20 september 1493 volgde zijn benoeming, waarbij hem de titelkerk Santi Marcellino e Pietro werd toegewezen.
Hoewel hij aanvankelijk door paus Julius II, gekozen in 1503, gezien werd als een vertrouwenspersoon –de paus belastte hem met de bewaking van de gearresteerde Cesare Borgia- raakte Bernardino door zijn zelfstandige optreden en zijn verzet tegen de excommunicatie van de Franse koning Lodewijk XII in conflict met de paus. Hierop besloot hij te vluchten naar Milaan, waar hij met een groep andere kardinalen op 16 mei 1511 in een brief de paus opriep zich te komen verantwoorden tijdens een concilie in Pisa, gepland voor 1 september 1511. Op 24 oktober werd hij door de paus geëxcommuniceerd, de kardinaalstitel ontnomen alsook al zijn bezittingen.
Na de openingszitting van het concilie in Pisa op 5 november 1511 werden de deelnemers, die de ”sekte van Carvajal” genoemd werden, gedwongen de stad te verlaten, omdat de inwoners zich verzetten tegen een schismatisch concilie binnen hun stadsgrenzen uit angst voor represailles van de paus. Hierop werd besloten om het concilie in Milaan voort te zetten, waar Bernardino zichzelf liet kiezen tot tegenpaus, waarbij hij de naam Martinus VI aannam. Het concilie, dat na Milaan nog werd voortgezet in Asti en Lyon, resulteerde slechts daarin, dat paus Julius II opriep tot het Vijfde Lateraans Concilie, waarin het quasiconcilie van Pisa veroordeeld werd en de strafmaatregelen tegen de opstandige ex-kardinalen gehandhaafd bleven.
Na de benoeming van paus Leo X werd Bernardino gearresteerd en in Florence gevangen gehouden. De nieuwe paus was bereid om clementie aan Bernardino en zijn volgelingen te schenken indien zij afstand zouden nemen van het concilie van Pisa, wat zij schriftelijk deden. Daarop werd Bernardino weer verheven tot kardinaal en kreeg hij veel van de verloren gegane bezittingen weer terug. Tevens slaagde hij erin het vertrouwen van de paus en die van het College van Kardinalen terug te winnen, wat onder meer bleek uit zijn benoeming tot kardinaal-bisschop gevolgd in 1521 door zijn benoeming tot deken van het College van Kardinalen.
Bernardino López de Carvajal overleed op 16 december 1523 en werd begraven in de Santa Croce in Gerusalemme basiliek te Rome.